# Auszug nach Hannoversch Münden
Der Auszug der Göttinger Studentenschaft nach Hann. Münden 1806 war der erste Auszug an der Georg-August-Universität Göttingen im 19. Jahrhundert.

## Vorgeschichte
Nach dem erfolgreichen ersten Auszug der Göttinger Studenten zum Kerstlingeröder Feld 1790 und dem erfolgreichen Auszug der Jenenser Studentenschaft 1792 nach Nohra bei Weimar war der Auszug aus einer Universitätsstadt als probates Kampfmittel der Studentenschaft zur Legende geworden. Bereits 1802 hatte es in Göttingen Studentenunruhen gegeben, bei denen ein erneuter Auszug geplant war; sie wurden mit Hilfe des Militärs beendet. Das Kurfürstentum Hannover und damit auch seine Universität Göttingen war zu der Zeit bis zum Frieden von Amiens (März 1802) preußisch, seit der Konvention von Artlenburg (Juli 1803) französisch besetzt. Mit dem Vertrag von Paris am 15. Februar 1806 folgte eine erneute Besetzung durch Preußen.

## Ablauf

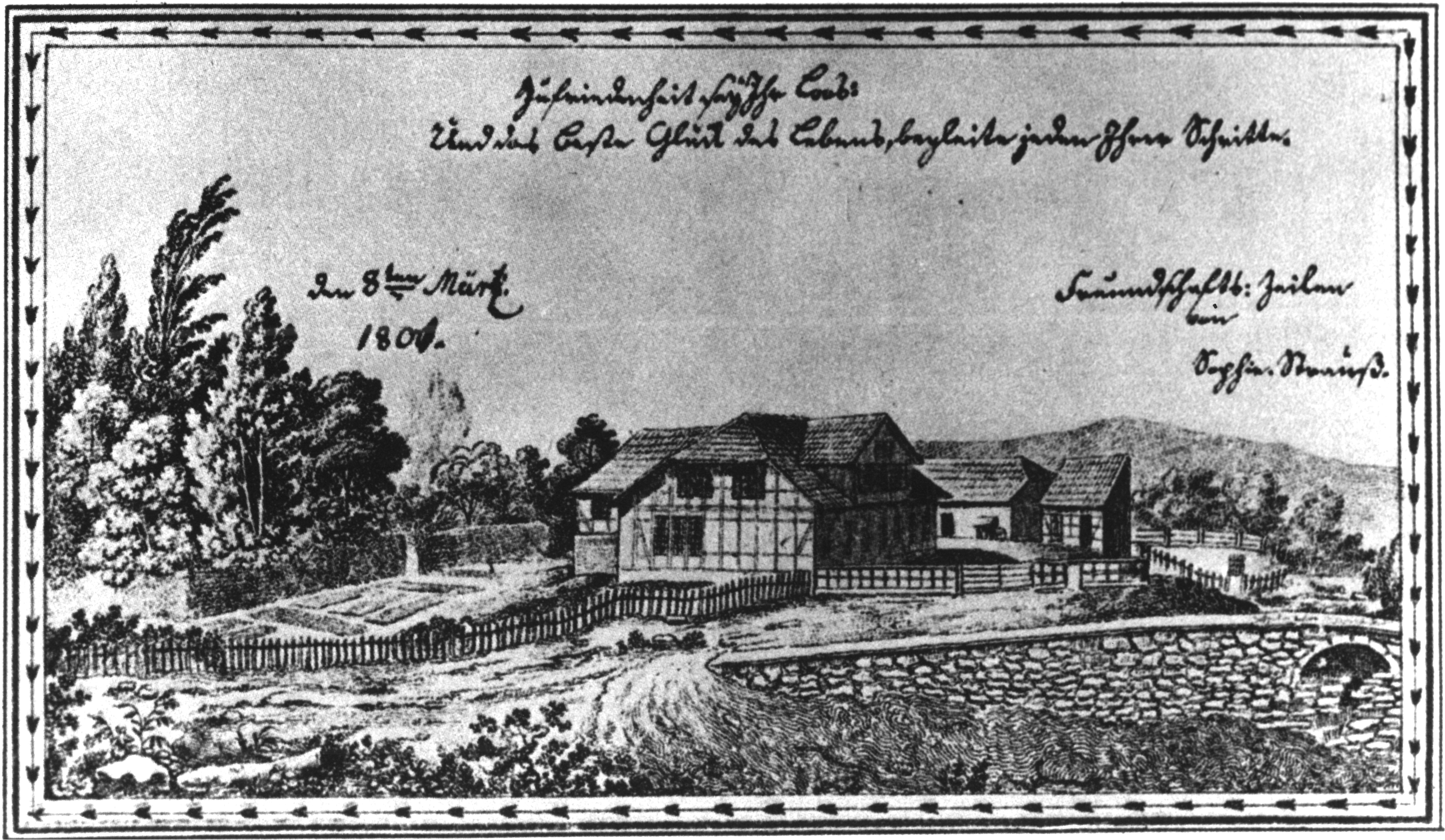
Ulrichs Garten 1801 auf einem Stammbuchblatt

An einem der Weihnachtsfeiertage des Jahres 1805 brachen bei einer Feier von Göttinger Bürgern und Studenten auf Ulrichs Garten Streitigkeiten zwischen Bürgern und Studenten aus, nachdem sich Billard spielende Studenten durch einen Pfeife rauchenden Fleischer gestört gefühlt und seine Porzellanpfeife zerstört hatten. Es kam zu einer größeren tätlichen Auseinandersetzung, die durch den Einsatz akademischer Jäger und Pedelle noch eskalierte. Daraufhin beschlossen die landsmannschaftlich organisierten Studenten den Auszug nach Hann. Münden, der vom 5. bis 12. Januar 1806, allerdings ohne die Landsmannschaft der Kurländer, stattfand. Zeitgenössische Quellen berichten, dass 300–400 Studenten in militärischer Ordnung nach Hann. Münden zogen. Die Universität und die Regierung in Hannover gingen auf die Forderungen der Studenten nach Satisfaktion und Bestrafung der Bürger und akademischen Jäger nicht ein und setzten die Studierenden ihrerseits bei Zusage einer Amnestie, von der die drei Hauptanführer ausgenommen waren, unter Druck, nach Göttingen zurückzukehren. Der Auszug nach Hann. Münden blieb daher für seine Initiatoren erfolglos.
Als Anführer wurden seitens der Universität Göttingen und des von der Regierung in Hannover nach Göttingen entsandten Kommissars Oberappellationsgerichtsrat Carl Graf von Hardenberg einmal der Senior der Vandalen Louis Spangenberg ermittelt. Spangenberg, einer der Söhne des bereits 1794 verstorbenen Rostocker Hochschullehrers Peter Ludolph Spangenberg und Enkel des vormaligen langjährigen Göttinger Bürgermeisters Ernst August Spangenberg, legte 1806 in Rostock eine gedruckte Rechtfertigungsschrift wegen des Auszugs und der gegen ihn erhobenen Anschuldigungen seitens Universität und Regierung vor. Hinzu kam der Student Alexander Wolf aus Hildesheim, der ebenfalls mit Spangenberg aus Göttingen flüchtete. Beide wurden in Abwesenheit im Februar 1806 relegiert. Als weiterer Anführer wurde der Schweizer Siegmund Ferdinand Keller, benannt. Er war der einzige der drei Anführer, der sich nicht durch Flucht entzog, sondern den akademischen Behörden in Göttingen stellte. Er wurde daher alsbald aus dem Karzer entlassen und ging ebenfalls straffrei aus.
Das Hamburger Wochenblatt Nordische Miszellen berichtete ausführlich und kritisch über die Vorgänge in Göttingen wie auch andere deutsche und Schweizer Periodika.

## Bekannte Teilnehmer
- Friedrich Ludwig Jahn

### Hannoversche Landsmannschaft
- Julius Albert, imm. 1. Mai 1803 bis Ostern 1806
- Ernst von Bodenhausen, imm. 22. Oktober 1802 bis Ostern 1806
- Wilhelm von Hodenberg, imm. 24. Oktober 1804 bis Ostern 1808[6]
- Friedrich Leopold Hornbostel
- Franz von Borries, imm. 20. Oktober 1805 ex ac. Erlangen bis Ostern 1806
- Georg Ernst Adolf von Hake, imm. 24. Oktober 1805
- Friedrich Konrad Griepenkerl, imm. 25. Oktober 1805 bis Ostern 1808

## Weitere Auszüge in Göttingen
- Gendarmen-Affäre, 1809
- Auszug nach Witzenhausen, 1818